# Mục Liên cứu mẹ

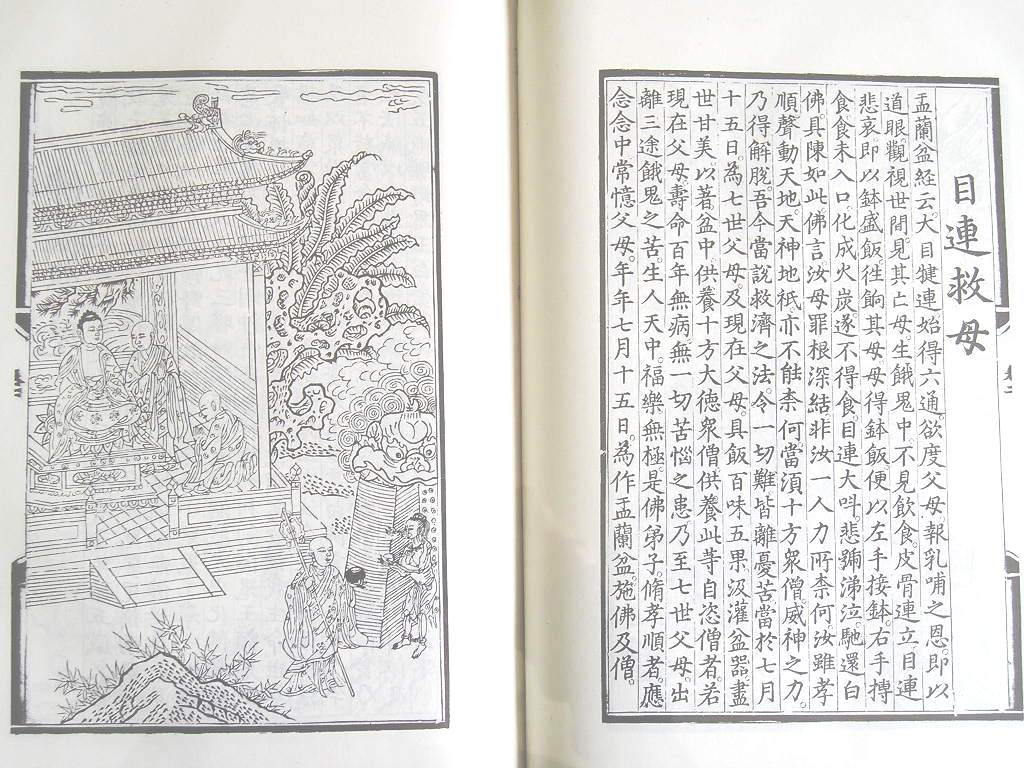
Một trang truyện "Mục Liên cứu mẫu", trong đó vẽ cảnh Mục Kiền Liên hỏi Phật Thích Ca cách cứu mẹ mình sau khi ông thử mà không thành.

Mục Liên cứu mẹ hay Mục Kiền Liên cứu mẹ (tiếng Trung: 目连救母) là một truyền thuyết Phật giáo nổi tiếng, xuất hiện lần đầu trong bản thảo Đôn Hoàng thế kỷ 9, dựa trên kinh Vu Lan Bồn (chữ Hán:佛說報恩奉盆經, Hán-Việt: Phật thuyết báo ân phụng bồn kinh, còn gọi là Phật thuyết Vu Lan Bồn kinh), được dịch từ nguồn Ấn Độ giữa 265-311 SCN. Hang Mạc Cao Đôn Hoàng, nơi phát hiện bản thảo này, là kho tàng nghệ thuật Phật giáo lớn nhất còn tồn tại, được UNESCO công nhận là Di sản Thế giới vào năm 1987.
Mục Liên (tiếng Phạn: Maudgalyayana) tên đầy đủ là Mục-kiền-liên (568-484 TCN), là một trong hai đệ tử hàng đầu của Đức Phật và được tôn vinh là bậc "Thần thông đệ nhất". Theo kinh điển, sau khi chứng quả A-la-hán, ông  đã dùng thần thông tìm thấy mẹ mình là bà Thanh Đề đang chịu khổ ở cõi ngạ quỷ do nghiệp chướng nặng nề. Ông tự mình không thể cứu được mẹ dù đã có nhiều nỗ lực.
Phật Thích-ca mâu-ni dạy rằng do nghiệp của bà Thanh Đề quá sâu nặng, Mục Liên một mình không thể cứu giúp được, mà cần nhờ đến thần lực của chư tăng mười phương.. Phật hướng dẫn Mục Liên thiết lễ cúng dường chư tăng vào ngày rằm tháng bảy, ngày chư tăng tự tứ sau mùa an cư kiết hạ, từ đó hồi hướng công đức giúp bà Thanh Đề vượt thoát cõi địa ngục. Việc này dẫn đến hình thành nên lễ Vu Lan, nhấn mạnh đạo hiếu trong Phật giáo.
Câu chuyện có hai phiên bản phổ biến: phiên bản kinh điển thể hiện trong kinh Vu Lan Bồn, trong đó mẹ Mục Liên ở cõi ngạ quỷ; và phiên bản mở rộng phổ biến trong dân gian, trong đó bà bị đọa vào địa ngục Vô gián (Avici), với nhiều chi tiết mang đậm văn hóa Trung Hoa. Trong cả hai phiên bản, mẹ ông đều được giải thoát nhờ công đức cúng dường của con trai và chư tăng.
Câu chuyện Mục Liên cứu mẹ và lễ báo hiếu Vu Lan hình thành sau đó thể hiện Phật giáo hòa hợp với quan điểm về hiếu đạo trong Nho giáo , giúp tôn giáo này du nhập và Trung Quốc thời kì câu chuyện này hình thành. Ở Việt Nam, câu chuyện này gắn liền với lễ Vu Lan, nơi người dân không chỉ cúng dường tăng lữ mà còn cúng tổ tiên, làm lễ cô hồn, và thể hiện lòng hiếu thảo. Hình ảnh Mục Kiền Liên đã trở thành biểu tượng hiếu đạo trong Phật giáo, được thể hiện qua nhiều hình thức nghệ thuật như tranh, tượng và các nghi thức trình diễn như chèo đò trong lễ tang, nhằm giáo dục về đạo hiếu.